# 泽鹿属
泽鹿属（学名：Rucervus）也称沼鹿属，是偶蹄目鹿科鹿亚科的一属，本属现存一种，即沼鹿（Rucervus duvaucelii）。过去坡鹿（Panolia eldii）也属于本属，但是基因研究结果表明坡鹿应归入独立的坡鹿属（Panolia）或者归入鹿属（Cervus）。
另有原分布于泰国的熊氏鹿（Rucervus schomburgki）一般被认为在20世纪30年灭绝，但有学者认为至少在20世纪90年代熊氏鹿仍有可能处于活跃状态。有人认为在老挝偏远地区熊氏鹿仍有很高的概率存在一小部分种群。

## 下属物种
本属包括以下物种：
- 沼鹿 Rucervus duvaucelii (G.Cuvier, 1823)
- 坡鹿 Rucervus eldii (M'Clelland, 1842)
- 熊氏鹿 Rucervus schomburgki (Blyth, 1863)[10]